# 內階增五
天貓座29，又名BD+60 1124，HD 68930、SAO 26756、HR 3235，是天貓座的一颗恒星，视星等为5.64，位于銀經157.54，銀緯33.99，其B1900.0坐标为赤經8h 9m 32s，赤緯+59° 33.99′ 40″。